# Campionato mondiale Supermoto 2009
Nel Campionato mondiale Supermoto 2009, dopo che fino all'edizione precedente le manche erano divise in base alla categoria, dalla seconda tappa viene introdotto un regolamento che stabilisce che, nel caso i piloti iscritti a entrambe le classi siano uguali o inferiori a 32, le classi S1 e S2 corrano insieme, seppur mantenendo classifiche separate.
Thierry Van Den Bosch al debutto sulla TM conquista il suo quarto titolo mondiale supermoto, il secondo nella classe 450 cm³.
Nella S2 trionfa per il secondo anno consecutivo Adrien Chareyre dopo una stagione da dominatore.

## Calendario
| Prova | Data         | Gran Premio                  | Località       | Vincitore gara 1 S1   | Vincitore gara 2 S1 | Vincitore gara 1 S2 | Vincitore gara 2 S2 |
| ----- | ------------ | ---------------------------- | -------------- | --------------------- | ------------------- | ------------------- | ------------------- |
| 1     | 19 aprile    | Gran Premio d'Italia         | Viterbo        | Thierry Van Den Bosch | Mauno Hermunen      | Adrien Chareyre     | Adrien Chareyre     |
| 2     | 30 maggio    | Gran Premio di Gran Bretagna | Mallory Park   | Thierry Van Den Bosch | Ivan Lazzarini      | Adrien Chareyre     | Adrien Chareyre     |
| 3     | 6 settembre  | Gran Premio d'Europa         | Latina         | Thomas Chareyre       | Thomas Chareyre     | Davide Gozzini      | Adrien Chareyre     |
| 4     | 20 settembre | Gran Premio di Andorra       | Pas de la Casa | Thomas Chareyre       |                     | Adrien Chareyre     |                     |
| 5     | 18 ottobre   | Gran Premio di Grecia        | Salou          | Thomas Chareyre       | Thomas Chareyre     | Adrien Chareyre     | Davide Gozzini      |
| 6     | 25 ottobre   | Gran Premio Adriatico        | Pesaro         | Ivan Lazzarini        | Ivan Lazzarini      | Adrien Chareyre     | Davide Gozzini      |
| 7     | 15 novembre  | Gran Premio di Catalogna     | Salou          | Thomas Chareyre       | Thomas Chareyre     | Davide Gozzini      | Gerald Delepine     |

## Principali piloti iscritti al Mondiale Supermoto 2009
|     | Pilota                | Team                           | Moto                    | Classe |
| --- | --------------------- | ------------------------------ | ----------------------- | ------ |
| 1   | Adrien Chareyre       | Husqvarna CH Racing            | SM 530RR Factory        | S2     |
| 3   | Gerald Delepine       | Husqvarna Cross2R              | SM 530RR Factory        | S2     |
| 4   | Thomas Chareyre       | Husqvarna CH Racing            | SM 450RR Factory        | S1     |
| 5   | Matthew Winstanley    | Husqvarna Motosupplies         | SM 450RR                | S1     |
| 5   | Luca Minutilli        | Aprilia PMR H2O                | SXV 550                 | S2     |
| 8   | Paolo Gaspardone      | Honda Gazza Racing             | CRF 490                 | S2     |
| 9   | Christian Ravaglia    | Aprilia Magic Bike Evolution   | VDB Replica 450 Factory | S1     |
| 12  | Bernd Hiemer          | KTM Italia Miglio Racing       | SMR 450 Factory         | S1     |
| 14  | Viktor Bolsec         | Honda Kruger                   | CRF 450                 | S1     |
| 15  | Lionel Deridder       | KTM Amacro Racing              | SMR 505                 | S2     |
| 20  | Edgardo Borella       | KTM Italia Miglio Racing       | SMR 500                 | S2     |
| 21  | Christian Iddon       | KTM Motoracing                 | SMR 505                 | S2     |
| 22  | Yasushi Matsumoto     | Husqvarna CH Racing            | SM 450RR Factory        | S1     |
| 28  | Francesc Cucharrera   | KTM ESP Supermoto              | SMR 450                 | S1     |
| 30  | Ivan Lazzarini        | Honda HM Racing                | CRM 450                 | S1     |
| 39  | Alex Serafini         | TM 747 Motorsport Factory      | SMX 450 Factory         | S1     |
| 46  | Mark Burkhart         | KTM Motoracing                 | SMR 505                 | S2     |
| 51  | Andrea Occhini        | TM 747 Motorsport Factory      | SMX 660 Factory         | S2     |
| 54  | Richard Blakeman      | KTM UK Skyzone Racing          | SMR 505                 | S2     |
| 69  | Davide Gozzini        | TM 747 Motorsport Factory      | SMX 660 Factory         | S2     |
| 74  | Chris Hodgson         | Husqvarna Motosupplies         | SM 450RR                | S1     |
| 77  | Jérôme Giraudo        | Honda HM Racing                | CRM 450                 | S1     |
| 78  | Fabrizio Bartolini    | Husqvarna Pergetti Supermotard | SM 530RR                | S2     |
| 88  | Lorenzo Mariani       | TM MRC Racing                  | SMX 660                 | S2     |
| 89  | Marco Dondi           | Aprilia DP Racing              | SXV 450                 | S1     |
| 94  | Alexander Georgiev    | KTM Bulgaria Team              | SMR 505                 | S2     |
| 96  | Aleš Hlad             | Aprilia Racewars               | SXV 550                 | S2     |
| 100 | Eddy Seel             | Suzuki Rigo Racing             | RM-Z 450                | S1     |
| 101 | Thierry Van Den Bosch | TM 747 Motorsport Factory      | SMX 450 Factory         | S1     |
| 121 | Massimo Beltrami      | Yamaha Magic Bike Evolution    | YZ-F 450                | S1     |
| 131 | Mauno Hermunen        | Husqvarna CH Racing            | SM 450RR Factory        | S1     |
| 139 | Max Verderosa         | Honda TDS Nuova Faor           | CRF 450                 | S1     |
| 200 | Giovanni Bussei       | Honda SBD Union Bike           | CRF 450                 | S1     |

## Classifiche finali

### Sistema di punteggio e legenda
| Pos.  | 1  | 2  | 3  | 4  | 5  | 6  | 7  | 8  | 9  | 10 | 11 | 12 | 13 | 14 | 15 | 16 | 17 | 18 | 19 | 20 | 21 > |
| ----- | -- | -- | -- | -- | -- | -- | -- | -- | -- | -- | -- | -- | -- | -- | -- | -- | -- | -- | -- | -- | ---- |
| Punti | 25 | 22 | 20 | 18 | 16 | 15 | 14 | 13 | 12 | 11 | 10 | 9  | 8  | 7  | 6  | 5  | 4  | 3  | 2  | 1  | 0    |

### Classifica finale Piloti S1 (Top 10)
sql.= squalifica
| Pos. | Pilota                | Moto/Team                    | ITA 1 | ITA 2 | GBR 1 | GBR 2 | EUR 1 | EUR 2 | AND 1 | AND 2 | GRE 1 | GRE 2 | LOM 1 | LOM 2 | CAT 1 | CAT 2 | Punti |
| ---- | --------------------- | ---------------------------- | ----- | ----- | ----- | ----- | ----- | ----- | ----- | ----- | ----- | ----- | ----- | ----- | ----- | ----- | ----- |
| 1    | Thierry Van Den Bosch | TM 747 Motorsport Factory    | 1     | 2     | 1     | 2     | 2     | 2     | 3     |       | 4     | 5     | 3     | 3     | 5     | 5     | 264   |
| 2    | Thomas Chareyre       | Husqvarna CH Racing          | 2     | 3     |       |       | 1     | 1     | 1     |       | 1     | 1     | 2     | 2     | 1     | 1     | 261   |
| 3    | Ivan Lazzarini        | Honda HM Racing              | 4     | 15    | 2     | 1     | 4     | 5     | 4     |       | 3     | 3     | 1     | 1     | 2     | 2     | 257   |
| 4    | Mauno Hermunen        | Husqvarna CH Racing          | 3     | 1     | 4     | 3     | 3     | 3     | 2     |       | 10    | 4     | 8     | 7     | 3     | 7     | 235   |
| 5    | Eddy Seel             | Suzuki Rigo Racing           | 8     | 4     | 5     | 5     | 6     | 4     | 6     |       | 7     | 10    | 4     | 4     | 4     | 3     | 210   |
| 6    | Giovanni Bussei       | Honda SBD Union Bike         | 10    | Rit.  | 7     | 6     | 10    | 11    | 5     |       | 2     | 6     | 10    | 10    | 10    | 9     | 159   |
| 7    | Matthew Winstanley    | Husqvarna Motosupplies       | 17    | 5     | Rit.  | Rit.  |       |       | 7     |       | 6     | 8     | 9     | 9     | 6     | 10    | 131   |
| 8    | Alex Serafini         | TM 747 Motorsport Factory    | 16    | 14    | 10    | 10    | 9     | 10    | 12    |       | 9     | 9     | 13    | 13    |       |       | 106   |
| 9    | Viktor Bolsec         | Honda Kruger                 |       |       |       |       |       |       | 8     |       | 8     | 7     | 11    | 11    | 7     | 6     | 89    |
| 10   | Christian Ravaglia    | Aprilia Magic Bike Evolution | 6     | 7     |       |       | 5     | 9     |       |       |       |       | 7     | 5     |       |       | 87    |
| Pos  | Pilota                | Moto/Team                    | ITA 1 | ITA 2 | GBR 1 | GBR 2 | EUR 1 | EUR 2 | AND 1 | AND 2 | GRE 1 | GRE 2 | LOM 1 | LOM 2 | CAT 1 | CAT 2 | Punti |

### Classifica finale Costruttori S1
| Pos  | Costruttore | Nazione  | ITA 1 | ITA 2 | GBR 1 | GBR 2 | EUR 1 | EUR 2 | AND 1 | AND 2 | GRE 1 | GRE 2 | LOM 1 | LOM 2 | CAT 1 | CAT 2 | Punti |
| ---- | ----------- | -------- | ----- | ----- | ----- | ----- | ----- | ----- | ----- | ----- | ----- | ----- | ----- | ----- | ----- | ----- | ----- |
| 1    | Husqvarna   | Italia   | 2     | 1     | 4     | 3     | 1     | 1     | 1     |       | 1     | 1     | 2     | 2     | 1     | 1     | 304   |
| 2    | TM          | Italia   | 1     | 2     | 1     | 2     | 2     | 2     | 3     |       | 4     | 5     | 3     | 3     | 5     | 5     | 264   |
| 3    | Honda       | Giappone | 4     | 11    | 2     | 1     | 4     | 5     | 4     |       | 2     | 3     | 1     | 1     | 2     | 2     | 263   |
| 4    | Suzuki      | Giappone | 8     | 4     | 5     | 5     | 6     | 4     | 6     |       | 7     | 10    | 4     | 4     | 4     | 3     | 210   |
| 5    | KTM         | Austria  |       |       | 3     | 4     |       |       | 10    |       | 5     | 2     |       |       | 9     | 8     | 112   |
| 6    | Aprilia     | Italia   | 6     | 6     | 8     | Rit.  | 5     | 9     |       |       |       |       | 7     | 5     |       |       | 101   |
| 7    | Yamaha      | Giappone |       |       |       |       | 7     | 6     |       |       |       |       | 6     | 8     |       |       | 57    |
| 8    | Kawasaki    | Giappone | 5     | 12    |       |       |       |       |       |       |       |       |       |       |       |       | 25    |
| 9    | Gas Gas     | Spagna   | 15    | 16    |       |       |       |       |       |       |       |       |       |       |       |       | 11    |
| Pos. | Costruttore | Nazione  | ITA 1 | ITA 2 | GBR 1 | GBR 2 | EUR 1 | EUR 2 | AND 1 | AND 2 | GRE 1 | GRE 2 | LOM 1 | LOM 2 | CAT 1 | CAT 2 | Punti |

### Classifica finale Piloti S2 (Top 10)
| Pos. | Pilota             | Moto/Team                      | ITA 1 | ITA 2 | GBR 1 | GBR 2 | EUR 1 | EUR 2 | AND 1 | AND 2 | GRE 1 | GRE 2 | LOM 1 | LOM 2 | CAT 1 | CAT 2 | Punti |
| ---- | ------------------ | ------------------------------ | ----- | ----- | ----- | ----- | ----- | ----- | ----- | ----- | ----- | ----- | ----- | ----- | ----- | ----- | ----- |
| 1    | Adrien Chareyre    | Husqvarna CH Racing            | 1     | 1     | 1     | 1     | 2     | 1     | 1     |       | 1     | 4     | 1     | 2     | 7     | 2     | 298   |
| 2    | Gerald Delepine    | Husqvarna Cross2R              | 9     | 3     | 4     | 3     | 4     | 3     | 2     |       | 2     | 2     | 2     | 3     | 2     | 1     | 263   |
| 3    | Davide Gozzini     | TM 747 Motorsport Factory      | 3     | 2     | 2     | 2     | 1     | 7     | 3     |       | 4     | 1     | sql.  | 1     | 1     | 11    | 248   |
| 4    | Paolo Gaspardone   | Honda Gazza Racing             | 5     | 5     | 8     | 5     | 7     | 5     | 9     |       | 3     | 3     | 3     | Rit.  | 6     | 6     | 203   |
| 5    | Edgardo Borella    | KTM Italia Miglio Racing       | 4     | 11    | 3     | 6     | 6     | 11    | 7     |       | 6     | 8     | 4     | 8     | 8     | 7     | 188   |
| 6    | Fabrizio Bartolini | Husqvarna Pergetti Supermotard | 6     | 7     |       |       | 5     | 8     | 8     |       | 5     | Rit.  | 7     | 7     | 3     | 4     | 165   |
| 7    | Andrea Occhini     | TM 747 Motorsport Factory      | 8     | 4     |       |       |       |       | 6     |       | 9     | 5     | 9     | 4     | 5     | 5     | 136   |
| 8    | Lionel Deridder    | KTM Amacro Racing              | 11    | 10    | 7     | 7     | 12    | Rit.  | 10    |       |       |       | 8     | 6     | 9     | 8     | 129   |
| 9    | Aleš Hlad          | Aprilia Racewars               | 13    | 16    | 11    | 8     | 11    | 12    | 12    |       | 10    | 7     | 10    | 9     |       |       | 112   |
| 10   | Lorenzo Mariani    | TM MRC Racing                  | 16    | 15    | 5     | 4     | 3     | 4     | 5     |       |       |       |       |       |       |       | 99    |
| Pos. | Pilota             | Moto/Team                      | ITA 1 | ITA 2 | GBR 1 | GBR 2 | EUR 1 | EUR 2 | AND 1 | AND 2 | GRE 1 | GRE 2 | LOM 1 | LOM 2 | CAT 1 | CAT 2 | Punti |

### Classifica finale Costruttori S2
| Pos. | Costruttore     | Nazione  | ITA 1 | ITA 2 | GBR 1 | GBR 2 | EUR 1 | EUR 2 | AND 1 | AND 2 | GRE 1 | GRE 2 | LOM 1 | LOM 2 | CAT 1 | CAT 2 | Punti |
| ---- | --------------- | -------- | ----- | ----- | ----- | ----- | ----- | ----- | ----- | ----- | ----- | ----- | ----- | ----- | ----- | ----- | ----- |
| 1    | Husqvarna       | Italia   | 1     | 1     | 1     | 1     | 2     | 1     | 1     |       | 1     | 2     | 1     | 2     | 2     | 1     | 313   |
| 2    | TM              | Italia   | 3     | 2     | 2     | 2     | 1     | 4     | 3     |       | 4     | 1     | 9     | 1     | 1     | 5     | 270   |
| 3    | KTM             | Austria  | 4     | 5     | 3     | 5     | 6     | 6     | 4     |       | 6     | 6     | 4     | 5     | 4     | 3     | 220   |
| 4    | Aprilia         | Italia   | 2     | 6     | 10    | 8     | 8     | 2     | 12    |       | 10    | 7     | 6     | 9     | 10    | 9     | 180   |
| 5    | Honda           | Giappone | 15    | 12    |       |       | 7     | 5     | 9     |       | 3     | 3     | 3     | Rit.  | 6     | 6     | 157   |
| 6    | WRM Motorcycles | Italia   | 6     | 7     |       |       |       |       |       |       |       |       |       |       |       |       | 29    |
| Pos. | Costruttore     | Nazione  | ITA 1 | ITA 2 | GBR 1 | GBR 2 | EUR 1 | EUR 2 | AND 1 | AND 2 | GRE 1 | GRE 2 | LOM 1 | LOM 2 | CAT 1 | CAT 2 | Punti |

## Supermoto Des Nations 2009
Il Supermoto delle Nazioni 2009 viene disputato a Pleven, in Bulgaria, come l'anno precedente. Da regolamento è previsto la partecipazione di 3 piloti, divisi per categoria (S1, S2 e Open), ogni pilota effettuerà due gare e fra le 6 gare disputate complessivamente verrà eliminato dal conteggio dei punti il risultato peggiore.
Gara 1 S1 + S2
Gara 2 S2 + Open
Gara 3 S1 + Open
Particolarità dell'evento 2009 è l'assenza di molte nazionali di prestigio, come Francia, Belgio e Gran Bretagna.
L'Italia, nazione campione in carica, non schiera più la forte squadra del 2008 ma si affida a una nuova formazione:
- Fabrizio Bartolini (Husqvarna - S1): 7º posto nel Campionato Italiano S1 2009
- Paolo Gaspardone (Honda - S2): 3º posto nel Campionato Italiano S1 2009
- Lorenzo Mariani (TM - Open): vice campione italiano supermoto S2 2009.

La vittoria finale va alla Germania che conquista il suo primo titolo Supermoto delle Nazioni.
La formazione tedesca comprende:
- Julian Becher (Kawasaki - S1): 9º posto Campionato Tedesco Supermoto S1
- Nico Joannidis (Husaberg - S2): 4º posto Campionato Tedesco Supermoto S2
- Jan Deitenbach (Suzuki - Open): 7º posto Campionato Tedesco Supermoto S2.

Terzo posto a sorpresa per la nazionale finlandese, composta da Asseri Kingelin, Kalle Toronen e Ville Jauhiainen.
| Pos | Nazionale           | Piloti             | Moto      | Classe | Gara 1 | Gara 2 | Gara 3 | Punti |
| --- | ------------------- | ------------------ | --------- | ------ | ------ | ------ | ------ | ----- |
| 1   | Germania            | Julian Becher      | Kawasaki  | S1     | 3      |        | 3      | 30    |
| 1   | Germania            | Nico Joannidis     | Husaberg  | S2     | 8      | 21     |        | 30    |
| 1   | Germania            | Jan Deitenbach     | Suzuki    | Open   |        | 9      | 7      | 30    |
| 2   | Bulgaria            | Angel Karanyotov   | KTM       | S1     | 2      |        | 10     | 32    |
| 2   | Bulgaria            | Alexander Georgiev | KTM       | S2     | 13     | 1      |        | 32    |
| 2   | Bulgaria            | Rosen Tonchev      | KTM       | Open   |        | 8      | 11     | 32    |
| 3   | Finlandia           | Asseri Kingelin    | Kawasaki  | S1     | 17     |        | 9      | 42    |
| 3   | Finlandia           | Kalle Toronen      | Husqvarna | S2     | 6      | 4      |        | 42    |
| 3   | Finlandia           | Ville Jauhiainen   | KTM       | Open   |        | 11     | 12     | 42    |
| Pos | Selezione Nazionale | Pilota             | Moto      | Classe | Gara 1 | Gara 2 | Gara 3 | Punti |